# Benjamin Day (journaliste)
Pour les articles homonymes, voir Benjamin Day et Day.
Benjamin Henry Day (18 avril 1810 à Springfield - 21 décembre 1889 à New York) est un imprimeur et patron de presse américain, qui a lancé à New York le premier grand quotidien populaire à un bon marché des États-Unis, The New York Sun, le plus lu à partir du milieu du XIXe siècle.

## Biographie
Né à Springfield, dans le Massachusetts, fils d’un chapelier, il apprend son métier de typographe dès l’âge de 14 ans, en 1824, au service de The Republican, journal de Springfield.
En 1830, Benjamin Day n'est qu'un imprimeur de vingt ans, qui loue ses services à la journée , quand il décide de créer un journal accessible à tous, car bon marché.  Arrivé à New York en 1829, il n'avait travaillé que pour des journaux commerciaux.  Il reçoit le soutien de Willoughby Lynde et William J. Stanley, deux autres imprimeurs. Tous trois créent d'abord le New York Daily Sentinel, journal politisé et proche du Workingmen Party, qui souhaite défendre les classes laborieuses de New York et rêve d'une diffusion du savoir dans toute la société, grâce au développement de la presse. 
Le 3 septembre 1833, à l’âge de 23 ans, il a proposé le premier média grand public à bon marché : The New York Sun, au prix de 2 cents (équivalent de 11 centimes français), alors que les autres feuilles, imprimées sur des presses à main qui ne pouvaient sortir que quelques centaines d'exemplaires à l'heure, revenaient à leurs acheteurs de 5 à 6 cents (28 à 34 centimes). Le salarié urbain américain gagnait en moyenne 75 cents par jour. New York comptait alors seulement 218 000 habitants, mais le plus grand quotidien de la ville n'avait que 4 500 abonnés. Ce sera le plus gros tirage de la presse américaine au milieu du siècle. 
Le journal proclame, dans son en-tête, « Brille pour tous » (« Shines For All »), et en particulier pour les classes laborieuses, comme Benjamin Day le laisse entendre dans un article du 28 juin 1833.Le journal s'adresse surtout aux masses ouvrières, s'intéressant à leurs besoins et tenant compte de leurs intérêts dans l'information. C’est l’époque où à Paris, en 1836, Émile de Girardin fonde La Presse et qu'apparaît le Siècle.
Pour quatre dollars  par semaine, Benjamin Day engagea un collègue imprimeur, chargé de se rendre dans l'enceinte des tribunaux et de couvrir les affaires judiciaires. Il lança dans les rues un horde de gamins chargés de vendre le titre à la criée, avec des éditions différentes en cas d’événement important, en privilégiant les faits divers et promettant « toutes les nouvelles du jour ».
Le Sun est alors le plus conservateur des journaux new yorkais. Benjamin Day se querelle fréquemment avec George Wisner au sujet de la publication d’articles à tendance  abolitionniste. Il revend le journal à son gendre Moses Yale Beach pour 40 000 dollars en 1838 et fonde le True Sun en 1840 puis en 1842 le premier hebdomadaire illustré américain, le Brother Jonathan, qu'il va diriger pendant vingt ans.  Willoughby Lynde et William J. Stanley lanceront de leur côté en 1834 The New York Transcript. En 1850, le New York Sun fusionne avec le New York World-Telegram pour constituer le New York World-Telegram and Sun.